# Tom Merriman
Tom Merriman (20 maart 1924 - 11 november 2009) was een Amerikaans componist uit Dallas. Merriman was een begrip in de jingleindustrie en hij geniet in Nederland voornamelijk bekendheid middels de melodie onder de slogan Dit is Veronicaaa en het jingle pakket wat Veronica vanaf 28 mei 1976 als publieke omroep op Hilversum 3 gebruikte en mede heeft bereikt dat Veronica vanaf oktober 1982 uitgroeide tot A-omroep en net als de TROS enorm populair werd op Hilversum 3 en vanaf 6 december 1985 op Radio 3., het jinglepakket The Winning Score van de TROS donderdag op 3 uit 1978 en Radio Express uit 1981 wat van 1978 tot 1 oktober 1992 op de TROS donderdag op 3 werd gebruikt en een pakket jingles die hij voor NOS radio voor De Avondspits maakte.
In 1955 richtte hij CRC op, de eerste productiemaatschappij voor audiopubliciteitscampagnes en jingles. In 1967 volgde TM Productions, dat anno 2015 onder de naam TM Studios nog steeds bestaat. Merriman maakte verschillende nationale advertentiejingles, radiojingles, schreef muziekshows voor bedrijven en muziek voor pretparken.